# Simon Durant
Pour les articles homonymes, voir Durant.
Simon Durant est un architecte français, né à Saint-Hippolyte-du-Fort le 24 novembre 1776, et mort le 4 août 1857 .

## Biographie
Après des études au collège d'Alès, il a été élève de l'école polytechnique. 
Il a commencé comme ingénieur vérificateur du cadastre dans le Gard quand il a été décidé de faire une opération de cadastre dans toute la France et s'est installé à Nîmes. Il s'est lié avec Stanislas-Victor Grangent, ingénieur en chef des ponts et chaussées du département du Gard, et Charles-Étienne Durand, architecte. En 1820, il est nommé architecte en chef du département du Gard. Il est chargé des travaux de restauration de la cathédrale de Nîmes. 
Parmi ses principaux ouvrages, il faut citer la maison centrale de détention de Nîmes, les prisons du palais de justice, divers hôtels, églises et propriétés particulières.
Il a été membre de l'Académie du Gard, qu'il a présidée en 1821 puis 1851. Il a proposé que l'Académie crée une école libre de dessin qui est confiée à Jean Vignaud.
Il est intervenu sur les temples protestants de :
- Avèze, travaux supplémentaires suivant un projet de 1827,
- Bernis, projet de restauration en 1824,
- Molières-sur-Cèze, construction du plafond en 1827,
- Saint-Hippolyte-du-Fort, construction en 1822-1824,
- Saint-Jean-de-Maruéjols, rapport sur la construction en 1819-1821,
- Sauve, construction sur la salle consistoriale, projet en 1824,

Il a plus tard démissionné et a été remplacé par son gendre, Gaston Bourdon par un arrêté du 18 juin 1828. Il est alors devenu directeur de l'hospice des Quinze-Vingts, à Paris. 
Après sa retraite, il est revenu à Nîmes.

## Publication
- avec Alexandre Bastide, Tables de comparaison entre les anciens poids et mesures de toutes les communes du département du Gard et les poids et mesures métriques précédées d'une Exposition du nouveau système, et du calcul décimal appliqué aux nouvelles mesures et terminées par un Appendice relatif au mesures usuelles dont l'emploi est toléré par le gouvernement, chez Gaude fils, Nismes, 1816, 236 p., lire en ligne sur Gallica[3].
- avec Stanislas-Victor Grangent et Simon Durant, Description des monuments antiques du midi de la France, imprimerie de Crapelet, Paris, 1819 (lire en ligne)[4].
- Tableaux synoptiques, chronométriques et synchroniques, pour servir à l'étude de l'histoire générale, depuis l'an 2000 avant Jésus-Christ jusqu'à nos jours, Firmin-Didot frères, Paris, 1837; 71 p. lire en ligne sur Gallica
- avec Henri Durand et Eugène Lavalle, Album archéologique et description des Monuments historiques du Gard, imprimerie Soustelle-Gaude, Nîmes, 1853 (lire en ligne)

## Distinction
- Chevalier de la Légion d'honneur, en 1836.